# Горковчук Максим Вікторович
Максим Вікторович Горковчук — старший лейтенант Збройних Сил України, учасник російсько-української війни, що загинув у ході російського вторгнення в Україну в 2022 році.

## Життєпис
Максим Горковчук народився 1979 року на Здолбунівщині Рівненської області. Працював дільничним інспектором у колишніх Урвенській та Миротинській сільський радах. У 2016 році підписав контракт із ЗСУ, ніс військову службу під час війни на сході України. З початком повномасштабного російського вторгнення в Україну був мобілізований та перебував на передовій. Обіймав військову посаду командира дорожньо-комендантської роти м. Попасна на Луганщині. Про загибель Максима Горковчука стало відомо 5 квітня 2022 року. Чин прощання із загиблим проходив 11 квітня 2022 року в місті Здолбунів на Рівненщині.

## Родина
У загиблого залишилось три сини та маленька донька.

## Нагороди
- Орден Богдана Хмельницького III ступеня (2022, посмертно) — за особисту мужність і самовіддані дії, виявлені у захисті державного суверенітету та територіальної цілісності України, вірність військовій присязі[4].